# کریمپن ان‌ده لک
کریمپن ان‌ده لک (به هلندی: Krimpen aan de Lek) یک منطقهٔ مسکونی در هلند است که در کریمپنروارد واقع شده‌است. کریمپن ان‌ده لک ۶٬۵۴۰ نفر جمعیت دارد.

## خواهرخوانده
شهر هلزا خواهرخواندهٔ کریمپن ان‌ده لک هست.